# Рыканово
Рыканово — деревня в Великолукском районе Псковской области России. Входит в состав Переслегинской волости.

## География
Расположена на северо-западной границе города Великие Луки, на правом берегу реки Ловать, в 6 км к востоку от волостного центра Переслегино.

## Население
↗178
Численность населения по данным переписи населения 2002 года составила 173 жителя.